# Albrekt I av Meissen

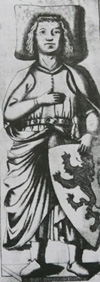
Albrekt I av Meissen

Albrekt den stolte, född 1158, död 24 juni 1195, var son till Otto den rike, och efterträdde denne som markgreve av Meissen 1190–1195.